# Chiesa di San Giorgio dei Greci
La chiesa di San Giorgio dei Greci è un edificio religioso della città di Venezia, situato nel sestiere di Castello in calle della Madonna, nelle vicinanze della chiesa di San Zaccaria. Isolato, verso il rio dei Greci si erge il campanile. È una delle più antiche e storiche chiese dell'Ortodossia nella diaspora, insieme alla chiesa dei Santi Pietro e Paolo dei Greci a Napoli. Essa è stata per secoli una delle più splendide chiese ortodosse nel mondo.
La sua costruzione fu resa possibile dai contributi dei greci ortodossi di Venezia e dei marinai greci di passaggio nella città. Il permesso per la costruzione della chiesa venne concesso dalla Serenissima dopo numerose richieste e interminabili trattative. Due gruppi sociali svolsero un importantissimo ruolo per ottenere tale concessione: i mercenari greci che militavano sotto le armi veneziane e gli intellettuali greci. La costruzione dell'edificio iniziò nel 1539 per concludersi nel 1573.
L'edificio divenne la sede religiosa e il punto di riferimento in modo particolare dei marinai greci di passaggio nella città, la cui professione di fede li accomunava.
Nel novembre del 1991, con decisione del Patriarcato ecumenico di Costantinopoli, la chiesa è stata elevata a cattedrale dell'arcidiocesi ortodossa d'Italia e Malta.

## Storia
Venezia ha conosciuto da sempre la presenza e i contatti con cristiani dei Balcani e più orientali praticanti il rito orientale essendo un porto commerciale in continuo contatto con l'Impero Bizantino.
Nel 1081 i Veneziani si impegnarono ad aiutare i Greci contro i Normanni di Roberto il Guiscardo che si accingeva ad attaccare l'impero bizantino; in cambio l'Imperatore Alessio I Comneno promise, e concesse nel 1082, ai mercanti veneziani la preminenza su tutti gli altri Mercanti, così che Roberto il Guiscardo fu sconfitto dalla flotta del Doge Domenico Silvo.
Il patto tra l’imperatore e il Doge fu fondamentale per la Repubblica di Venezia, in quanto segnò l'inizio della sua potenza politica, militare e commerciale nel vicino Oriente dove poterono veleggiare le sue navi.
Dopo il 1092 si sviluppò un flusso migratorio di commercianti veneziani che raggiungevano Costantinopoli, mentre molti mercanti greci si recavano a Venezia.

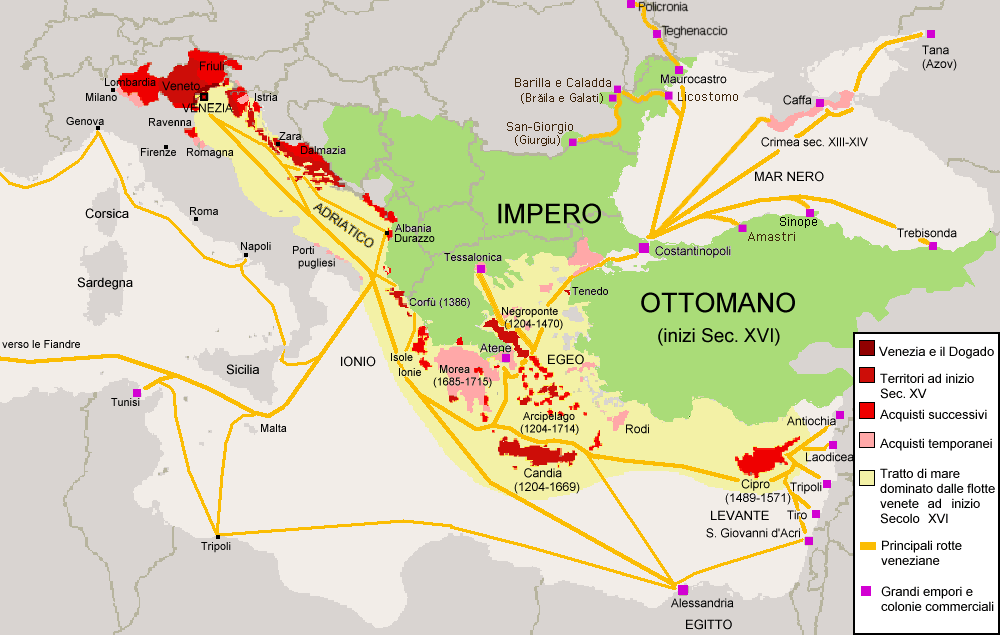
La mappa delle rotte commerciali veneziane (muda) e dei possedimenti della Serenissima

Con la Quarta crociata (del 1204), i Veneziani si impadronirono di una larga parte dell’Impero Bizantino, (la costa occidentale della Grecia, la Morea, Nasso, Andro, Eubea, Gallipoli, Adrianopoli e i porti della Tracia sul Mar di Marmara) così che fu facilitato lo spostamento dei Greci di quelle terre. Questi vennero occupati principalmente nella navigazione e nel commercio, oltre che in altri diversi mestieri.

### XV secolo
I Greci, cristiani di rito ortodosso, giunti a Venezia erano soliti pregare presso la chiesa di San Giovanni in Bragora, dove il papas Michalis, figlio di Cosmàs da Eubea, officiava secondo il rito bizantino. Nell'aprile del 1412 il Consiglio dei Dieci rinviò il suo caso all'inquisitore dell'eresia, il quale condannò il sacerdote alla pena dell’esilio. Un mese dopo, lo stesso Consiglio annullò la sentenza del magistrato ecclesiastico, obbligando però il prete a rinunciare all'esercizio dei sacri offici sotto pena di essere confinato a vita. Nel 1430, papas Michalis, che continuava a officiare secondo il rito bizantino nella parrocchia di San Martino, fu condannato con la minaccia dell'esilio per cinque anni e allontanato da Venezia. Nello stesso anno il Consiglio dei Dieci proibì a due altri ecclesiastici greci di celebrare a Venezia e deliberò la distruzione della cappella eretta nella casa di Demetrio Filomatis, dove si riunivano dei Greci per praticare il culto ortodosso.

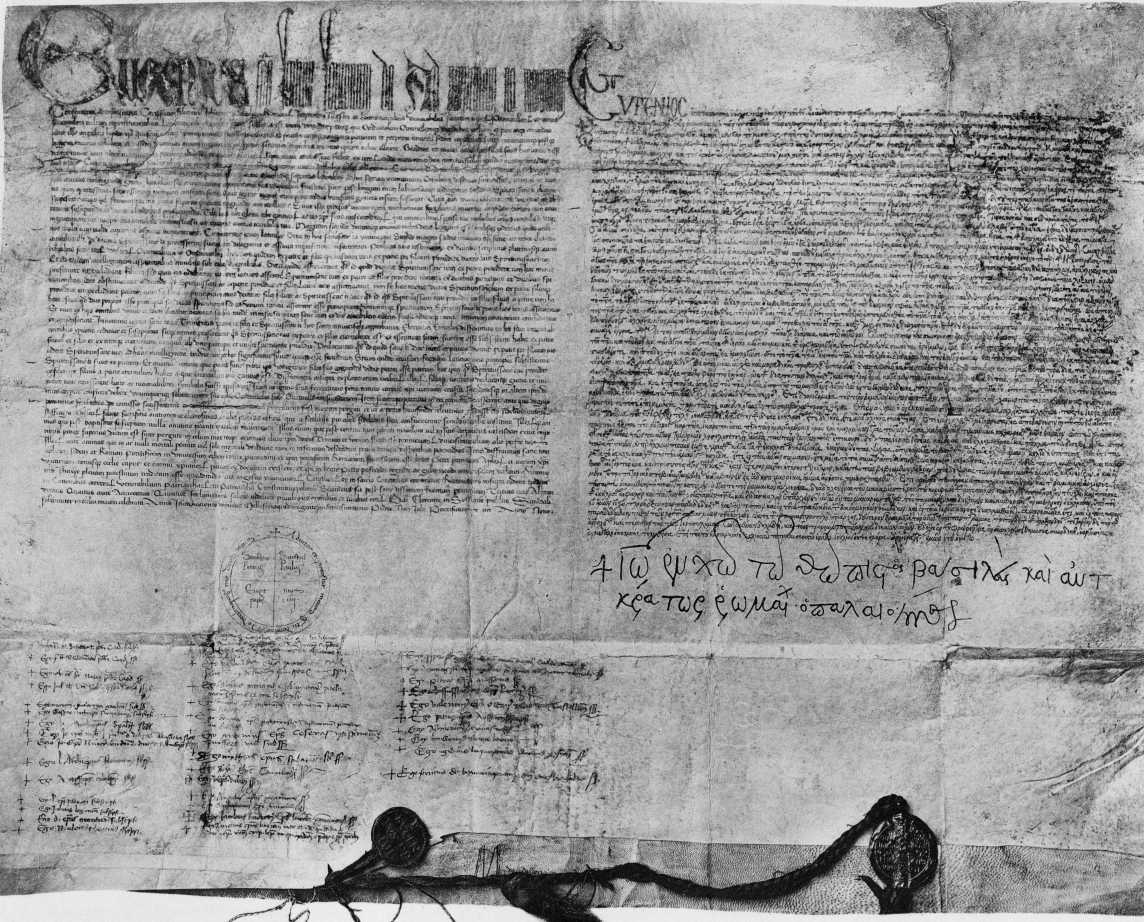
Bolla d'unione bilingue del 1439 con firma e bolla d'oro dell'imperatore bizantino

Nel 1445, subito dopo il concilio di Firenze (1439), Papa Eugenio IV ordinò al vescovo di Castello, Lorenzo Giustiniani, di permettere ai preti greci di celebrare i sacri offici senza ostacoli secondo il rito bizantino, sia nella chiesa di San Biagio, sia altrove.
Dopo l'inizio del XIV secolo, divenne sempre più consistente la minaccia ottomana verso la Grecia, costringendo un gran numero di Greci a rifugiarsi a Venezia; con la caduta dell'Impero bizantino nel 1453 incrementò ulteriormente la diaspora greca verso Venezia e il numero dei rifugiati crebbe con l'estendersi dell'avanzata ottomana, così che i Greci diventarono la più importante componente straniera nella capitale della Serenissima; tanto che, nel 1479 la popolazione complessiva dei Greci raggiunse le 4.000 persone circa, mentre la popolazione intera della città contava sulle 150.000 anime.
Con l'aumento della popolazione greca accresceva la loro necessità di esercitare il culto secondo il rito bizantino che sino ad allora esercitavano solamente nella piccola chiesa di San Biagio, che serviva anche come chiesa parrocchiale latina. Così che i Greci si appellarono alla Serenissima e al pontefice per poter costruire una chiesa dove si sarebbe officiato secondo le usanze orientali. Ora i Greci non erano più considerati scismatici, ma cattolici uniti alla Chiesa romana pur praticando il rito bizantino.

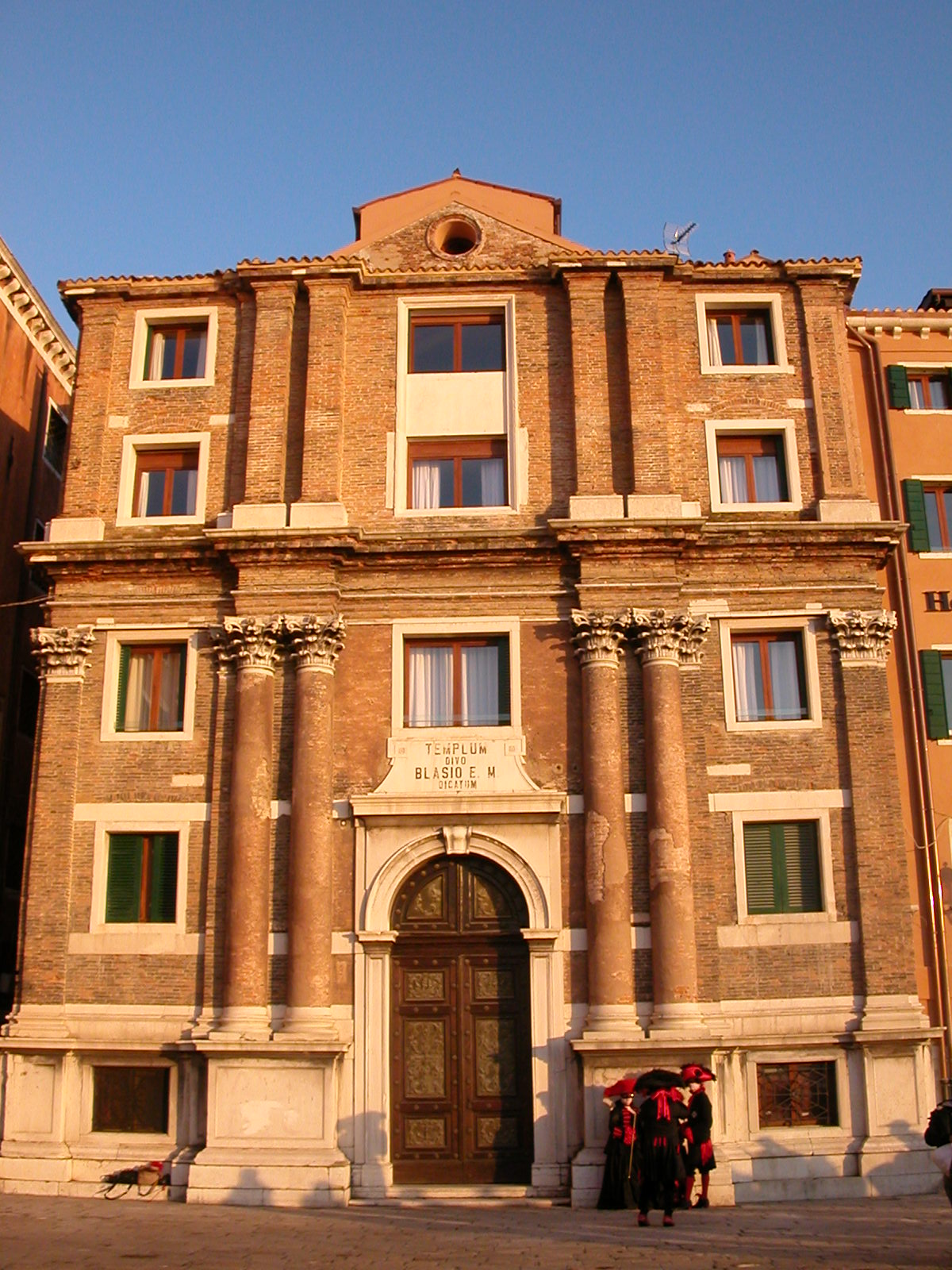
Chiesa di San Biagio

Il 18 giugno 1456 il Senato veneziano concesse il relativo permesso e si incominciò la costruzione della chiesa. Ma quando i Veneziani si resero conto che la maggioranza dei Greci intendeva restare ortodossa e non accettava l'unione con la Chiesa cattolica, fecero interrompere la costruzione della chiesa e limitarono le loro funzioni religiose alla sola chiesa di San Biagio, concedendo loro uno spazio all'interno della chiesa stessa.
I tentativi dei Greci, che non erano disposti a fare concessioni né al Papa né al Patriarca di Venezia, continuarono anche negli anni successivi, senza alcun risultato. Inoltre, nel decreto del Consiglio dei Dieci del 28 marzo 1470, i Greci venivano chiamati "sectatores grece heresis" (seguaci eretici di rito greco) e "scismatici".
Il 28 novembre 1498 i Greci ritentarono e fecero domanda al Consiglio dei Dieci per la fondazione di una "Confraternita dei Greci Ortodossi o Nazione Greca" (Scuola) che avrebbe avuto come patrono San Nicolò e come sede la chiesa di San Biagio. Nello stesso giorno la richiesta fu esaudita e subito venne redatto lo statuto, approvato dalle autorità veneziane. Inoltre venne permesso loro di eleggere i propri sacerdoti. Ciò nonostante, il problema dello spazio rimase insoluto.

### XVI secolo

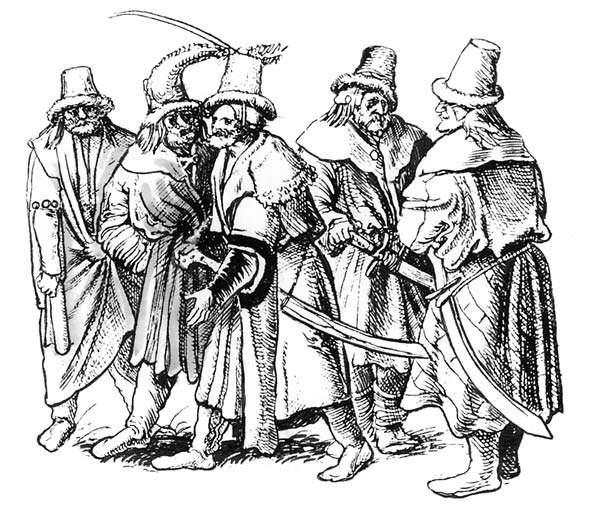
Urs Graf: Stradioti (1513 ca.)

Agli inizi del XVI secolo i Greci rimisero in moto la questione dell'esercizio del culto in una loro chiesa. A tale scopo si ritennero più adatti i soldati greci (stradioti), che in ragione del loro grande contributo alle guerre di Venezia contro gli ottomani, godevano di rispetto e di particolare benevolenza presso le autorità.
Nella domanda che i Greci sottoposero al Consiglio dei Dieci il 4 ottobre 1511 chiedevano il permesso di acquistare un terreno edificabile per costruirvi una chiesa dedicata al loro patrono San Giorgio. La domanda fu accolta, ma la definitiva approvazione fu data dallo stesso Doge il 30 aprile 1514, dopo che si constatò l'avvenuto acquisto del terreno. I Greci ottennero il permesso di erigere una chiesa con un campanile e annesso il cimitero, con l'obbligo di versare annualmente un contributo di cinque libbre di cera bianca, che però non fu mai pagato, né fu mai richiesto.
Il 3 giugno del 1514, papa Leone X con un Breve confermò il consenso per la costruzione di una propria chiesa con campanile e con l'uso di un cimitero. In seguito i Greci riuscirono ad ottenere l'emissione di un'altra bolla da parte del papa Clemente VII (1523-1534), con cui veniva loro concesso il privilegio di non essere sottoposti alla giurisdizione del patriarca di Venezia.
Il 3 aprile del 1514, i Greci nominarono come loro procuratori Teodoro Paleologo di Mistrà (capitano degli stradioti), Andrea de Zeta di Servia, Paolo Coressi di Costantinopoli e Matteo Barelli di Corfù. Questi, il 27 settembre del 1526, acquistarono un terreno dal signor Pietro Contarini di Agostino da Londra, pagandolo 2.168 ducati.
Dopo aver ottenuto l’approvazione del Consiglio dei Dieci della Serenissima, e dopo aver offerto spontaneamente alla Signoria 500 ducati, incominciarono a costruire una chiesa e alcune cellette per uso dei sacerdoti, e il 13 marzo 1527, primo giorno di quaresima, fu celebrata la prima messa dal primo cappellano (allora eletto) Giovanni Augerinò di Cefalonia.
La chiesa non era però quella che vediamo oggi; quella era di fattura rozza costruita provvisoriamente, per lasciare quella di San Biagio e poter raccogliere dalla carità dei connazionali quanto occorreva per la fondazione di una chiesa migliore e più grande. Per questo che nel 1536 venne fatto un modello in legno che rispettava le modalità e le caratteristiche secondo l'uso orientale con l'abside a est. E il primo novembre del 1539, durante l'amministrazione di Marco Samariari di Zante, fu posata la prima pietra con grande solennità.
Durante il lungo periodo che va dagli inizi del XIV secolo fino al 1577, anno in cui venne ultimata l'odierna chiesa, nella comunità greca di Venezia nacquero discordie tra filo- e anti-unionisti cosicché, il 6 marzo del 1542, papa Paolo III reagì rimettendo in vigore il decreto del 1534, che prevedeva che i cappellani greci fossero approvati dal patriarca latino di Venezia. Nel 1546, il metropolita di Cesarea Metrofane III fece visita a Venezia e Roma. Egli era l’esarca inviato dal patriarca ecumenico di Costantinopoli Dionisio II (1546-1555) a Venezia per risolvere le discordie nate nella comunità greca di Venezia. Quando il "caso greco" sembrava rientrato, lo stesso Paolo III tornò sui suoi passi e il 22 giugno 1549 ridiede vigore alle bolle di papa Leone X che davano ai Greci libertà di culto.
Nel 1564 papa Pio IV annullò tutti i privilegi concessi dai suoi predecessori (Leone X, Clemente VII e Paolo III) ai Greci di Venezia. Nel 1573 veniva fondata la "Congregazione per la riforma dei Greci viventi in Italia" e tre anni dopo (1576) si apriva il Collegio greco di Roma.

#### Il metropolita di Filadelfia di Lidia a Venezia
Venezia fu sede di un metropolita che portava il titolo di Filadelfia di Lidia. La comunità di rito orientale lungo tutta la sua storia, specialmente quella più recente, oscillò tra tentazioni di seguire gli accordi di unione del Concilio ecumenico delle Chiese cristiane di Basilea, Ferrara e Firenze (1431-1445) e i forti legami con l'ortodossia del Patriarcato ecumenico di Costantinopoli.

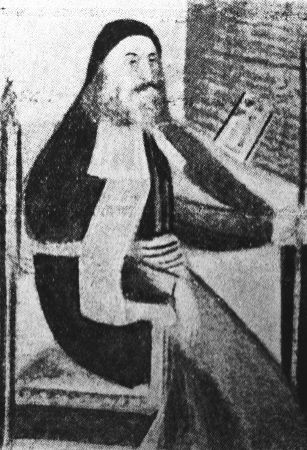
Gabriele Severo

Dopo alcuni prelati, che avevano già officiato nella chiesa di San Giorgio, nel 1572 arrivò a Venezia il cappellano Gabriele Severo (nativo di Malvasia; † 1616) che nel 1577, come metropolita di Filadelfia in Asia Minore divenne capo spirituale dei Greci ortodossi di Venezia e obbligato dalla Serenissima a rimanere a Venezia.
Tra gli anni 1579-1591 nacque una disputa tra Severo e il patriarca ecumenico di Costantinopoli Geremia II. Quest’ultimo, per limitare il potere del metropolita di Filadelfia, nel 1579 emanò un "sigillo" con il quale proclamò la chiesa di San Giorgio dei Greci a Venezia direttamente dipendente dal patriarcato di Costantinopoli e con una lettera del 1591 minacciò Severo di deposizione, nel caso non ritornasse nella sua sede in Asia Minore entro sei mesi. Alla fine entrambi i problemi si risolsero grazie all'opposizione della Confraternita greca (1583) riguardo alla prima pretesa di Geremia e all'intervento della Repubblica che sostenne la permanenza del metropolita a Venezia. In tal modo si affermò l'insediamento del metropolita di Filadelfia nella città lagunare. Da quel momento i metropoliti vennero chiamati esarchi, legati e vicari patriarcali. Alla loro giurisdizione spirituale si sottomisero anche le chiese ortodosse d’oltremare, cioè quelle delle isole Ionie, della Dalmazia e dell'Istria.
Dal successore di Severo in poi i metropoliti venivano eletti dal Capitolo generale della Confraternita, conservavano il titolo di "Filadelfia" e dipendevano direttamente dalla diocesi (di Filadelfia), non riconoscendo l'autorità del Papa. Per Venezia lo stanziamento del metropolita di Filadelfia nella capitale non significò l’introduzione di alcuna novità nello status ecclesiastico dei Greci; secondo la Serenissima il metropolita non era un "secondo" vescovo a Venezia, come sosteneva la Santa Sede, ma il capo religioso dei Greci ortodossi suoi sudditi.

### XVIII secolo
La Confraternita dei Greci Ortodossi seguì le sorti della Serenissima. Con l’arrivo delle truppe Napoleoniche e dopo la caduta di Venezia (1797) la decadenza della comunità era inevitabile. I depositi nella banca e gli oggetti preziosi e arredi sacri della chiesa furono confiscati; i Greci della confraternita cercarono una nuova patria in altri centri commerciali d'Italia (Trieste, Livorno ecc.) o ritornarono in Grecia, contribuendo alla decadenza della colonia greca di Venezia e la fine dell’istituzione del metropolita di Filadelfia, un’istituzione che fu considerata dal mondo greco dell’epoca molto importante. Nel 1798 il titolo di Filadelfia ritornò nella sua vecchia sede in Asia Minore. Da allora in poi la Confraternita greca di Venezia continuò a eleggere i cappellani di San Giorgio.

### XX secolo
Dopo la fine della seconda guerra mondiale, per quanto conservasse ancora una parte importante del suo patrimonio mobile e immobile, la confraternita aveva solo 30 membri. In questo momento critico gli sforzi diplomatici della Grecia e dell'Italia e la determinazione degli ultimi membri della Confraternita riuscirono a salvare non solo il patrimonio, ma anche la sua eredità culturale.
Nel novembre 1991, con decisione del Patriarcato ecumenico di Costantinopoli, fu istituita la Sacra Arcidiocesi Greco Ortodossa d'Italia ed Esarcato per l'Europa Meridionale e venne insediato il suo primo metropolita.

## Descrizione

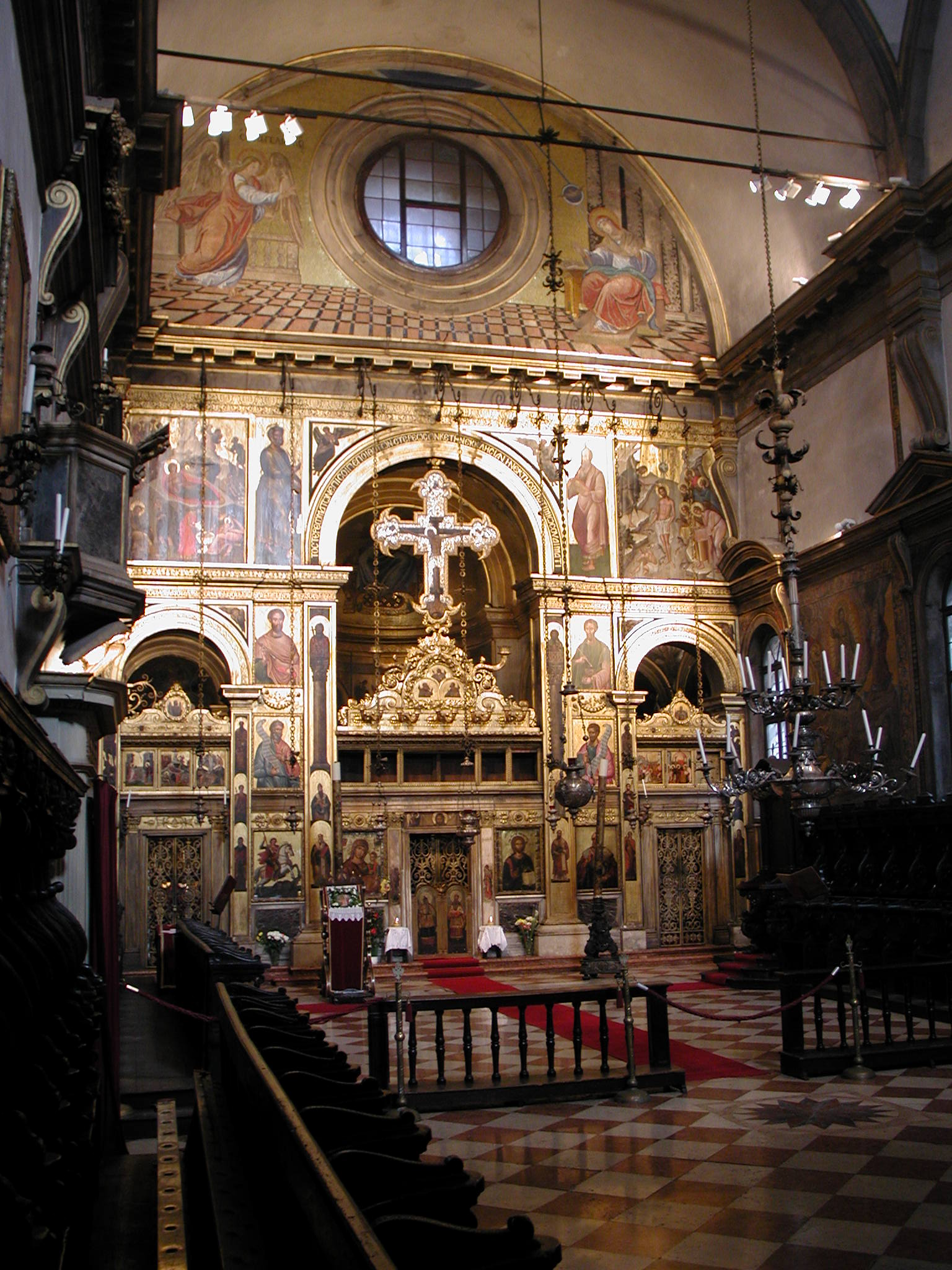
L'interno

La costruzione dell'edificio, in stile tardo-rinascimentale, iniziò nel 1536 su progetto di Sante Lombardo e i lavori si conclusero nel 1561 sotto la guida dell'architetto Giannantonio Ciona (originario di Ciona, frazione di Carona). L'esterno della costruzione venne infine completato nel 1571 con la costruzione della cupola.

### Interno
L'interno ha una struttura a navata unica ed è ricoperto di affreschi, opera di Giovanni di Cipro, con coro ligneo a due ordini (risalente al periodo tra il 1574 e il 1577) lungo le pareti laterali e un pulpito di Giovanni Grapiglia del 1597. Di fronte al pulpito si trova un lavoro giovanile dell'architetto Baldassare Longhena, il cenotafio dell'arcivescovo Gabriele Severo di Filadelfia, morto nel 1616.
L'iconostasi è caratterizzata da decorazioni in marmo e da pitture di Michele Damasceno raffiguranti vari santi e, sull'architrave, le Dodici feste. Completano la decorazione dell'iconostasi un Cristo Pantocratore di anonimo bizantino, risalente alla fine del Trecento e collocato nella parte centrale e una serie di pitture di scuola greca del XVIII secolo ai lati e lungo i pilastrini.
Anche nello hieron è presente un affresco di Michele Damasceno (Apostoli e Santi Greci), sulla piccola abside sopra l'altare maggiore, mentre l'abside e l'arco trionfale sono ricoperti da mosaici del primo Seicento. Sono inoltre presenti numerose altre opere pittoriche: Ascensione di Giovanni Ciprioto, la tavola Ultima Cena del cretese Benedetto Emporios e Deposizione di Michele Damasceno.
Alle pareti della cappella che ospita l'altare della Preparazione si trova una icona della Vergine con camicia d'argento, che venne portata a Venezia da Costantinopoli in seguito alla caduta dell'Impero Romano d'Oriente nel 1453. L'opera è risalente al XIII-XIV secolo ed è l'icona più antica conservata nella chiesa.
Completano l'arredo della chiesa un leggio del 1663 in tartaruga e madreperla e quattro candelabri bronzei del primo Seicento.

### Museo di icone bizantine
Nell'edificio adiacente alla chiesa c'è un piccolo Museo delle icone greco-bizantine e di paramenti sacri ortodossi.

### Campanile
Il campanile si erge isolato nel sagrato della chiesa verso il Rio dei Greci ed è opera di Bernardo Ongarin. Costruito tra il 1587 e il 1603, oggi, fortemente inclinato a causa di un cedimento delle fondazioni avvenuto, secondo le cronache, già in fase di realizzazione e prima che venisse completata la cella campanaria.

## Prelati

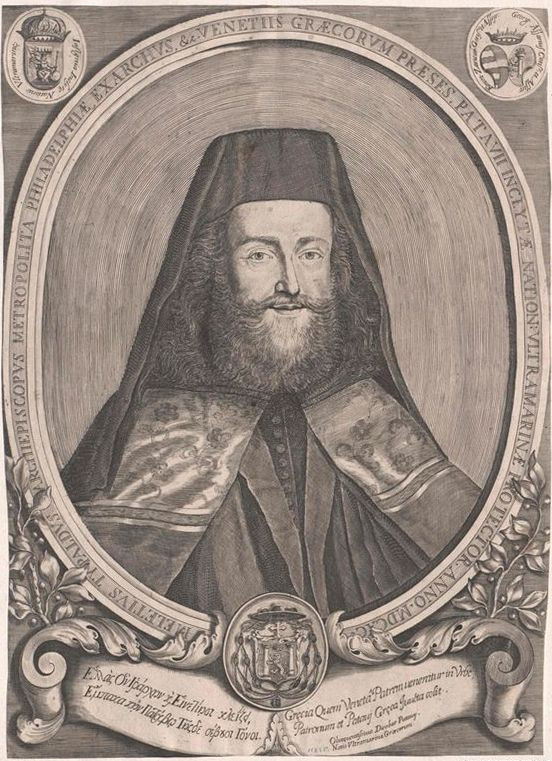
Meletios Tipaldos

- Giorgio Trivisios (* prima del 1423; † 1485) di Creta, cappellano nella chiesa di San Giorgio (1464 ca.-dopo 1482)[21]
- Giovanni Rossos (1480- )[22]
- Metrofane, metropolita di Cesarea (1546-1547)[15]
- Pachomios Macrìs, vescovo di Cefalonia e Zante[15]
- Gabriele Seviro, ieromonaco; metropolita di Filadelfia dal 1577 (1572-1616)[15]
- Theofanis Xenakis, sacerdote e revisore dei libri ecclesiastici (1617-1632)[17]
- Nicodemo Metaxàs, arcivescovo di Cefalonia e Zante (1632-1635)[17]
- Attanasio Vallerianò, vescovo di Cerigo (1635-1656)[17]
- Meletios Chortatsis di Creta, sacerdote, maestro e scrittore (1657-1677)[17]
- Metodio, patriarca di Costantinopoli dal 1668 al 1671;(1677-1679)[17]
- Gerassimos Vlachos di Creta, teologo, filosofo e filologo (1679-1685)[17]
- Meletios Tipaldos, metropolita (1685-1712)[23]
- Pierantonio Muazzo, vicario-governatore della chiesa di San Giorgio (1741-1758)[24]
- Spiridione Milia, vicario-governatore della chiesa di San Giorgio (1758-1761)[24]
- Sofronios Cutuvalis, arcivescovo di Cefalonia e Zante (1780-1790)[25]
- Gerassimos Ziguras, cappellano della chiesa di San Giorgio (1790-1820)[25]